# Frederik Due

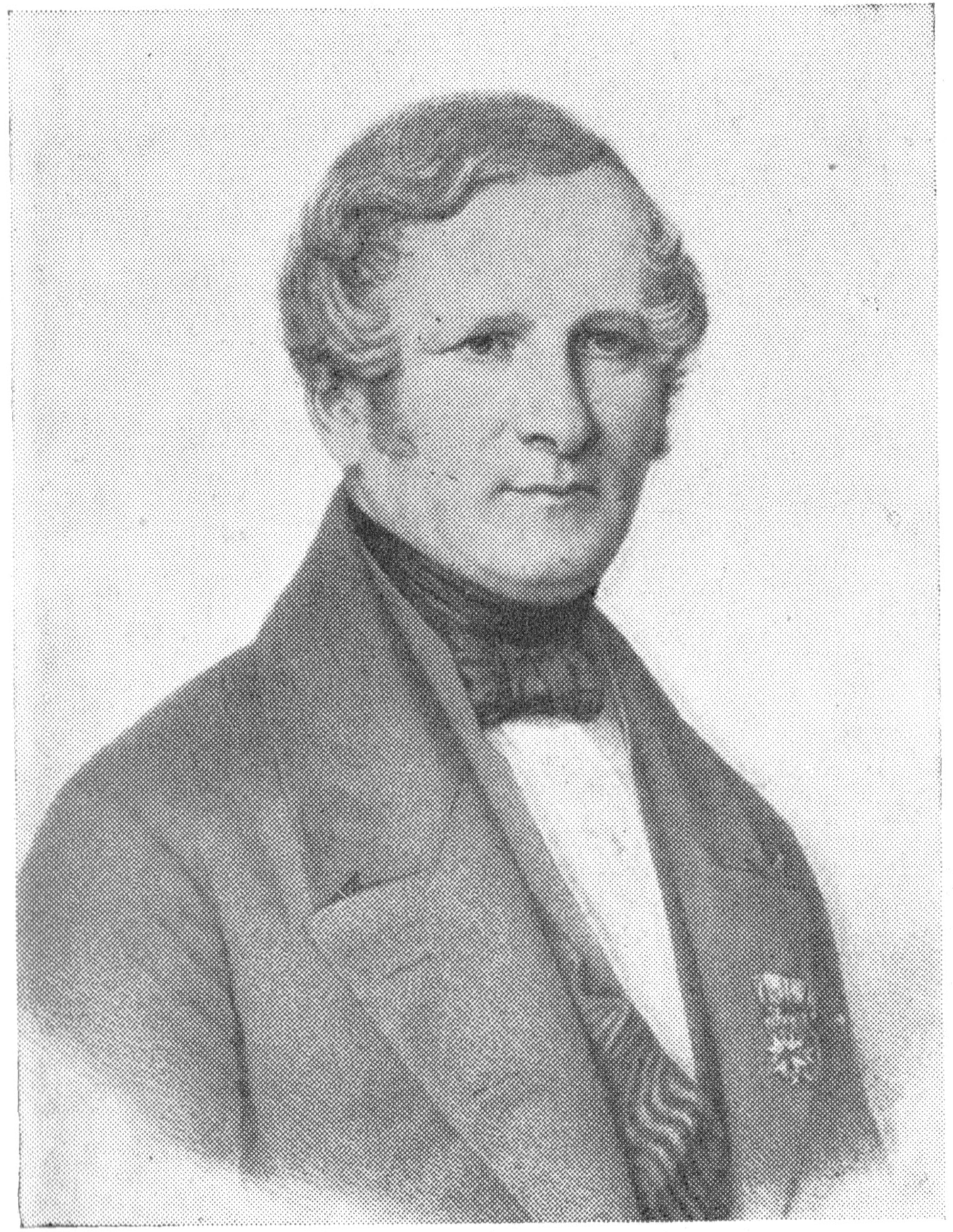
Frederik Due.

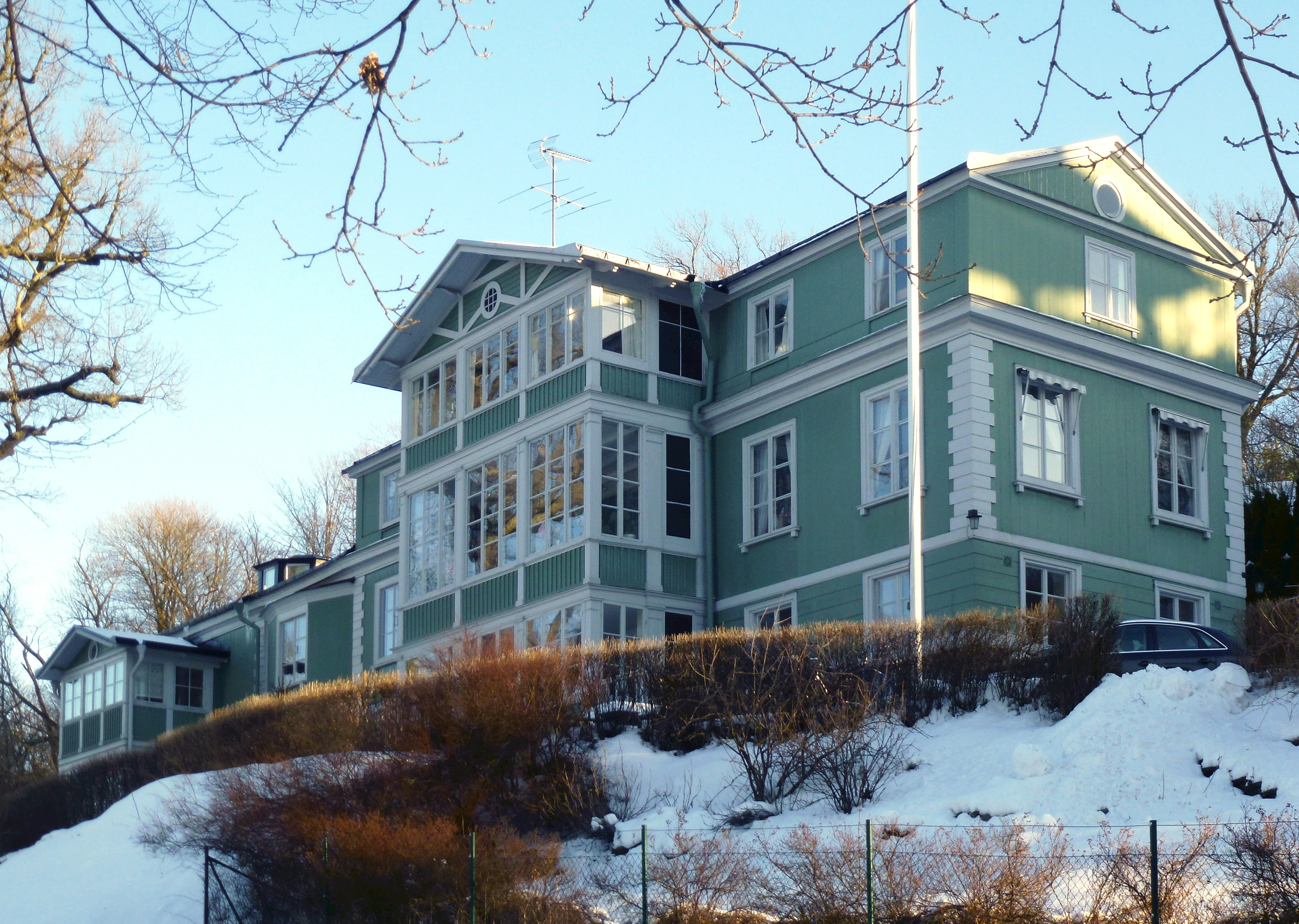
Villa Fjeldstuen på Djurgården var Dues sommarviste.

Frederik Gottschalk Haxthausen Due, född den 14 april 1796 i Trondhjem, död den 16 oktober 1873 i Kristiania, var en norsk politiker. Han var gift med sångerskan Alette Due, far till Frederik Georg Knut Due och farbror till Paul Due.

## Biografi
Due deltog som artillerilöjtnant i 1814 års fälttåg. Efter Norges förening med Sverige 1814 blev Due adjutant hos kronprins Oscar och stod i stor gunst hos honom och Karl XIV Johan. År 1822 blev Due chef för den norska statsrådsavdelningen i Stockholms kansli. Som sådan hade han en mycket inflytelserik ställning, då han på grund av sina kunskaper i franska föredrog alla norska angelägenheter direkt för kungen, som sedan avgjorde dem i statsrådet, där Due ofta fick fungera som tolk. År 1841 blev Due norsk statsminister i Stockholm och fick ofta uppträda som medlare mellan kungen och de norska rådgivarna. Due intog samma gynnade ställning under Oscar I. 1858–1871 var han svensk minister i Wien.
Under sin tid i Stockholm bodde paret Alette och Fredrik Due i Villa Fjeldstuen på Södra Djurgården. Villan ritades år 1835 av arkitekt Fredrik Blom och var Dues sommarhus. Platsen var väl vald med tanke på att Due kunde vara nära kungen när denne vistades på Rosendals slott.
Due var även verksam som konstnär; han var som miniatyrmålare autodidakt; förutom miniatyrmålningar målade han porslin.